# Jourdain II d'Aversa
Jourdain II d'Aversa (italien : Giordano) (mort le 19 décembre 1127) seigneur de Nocera fut prince de Capoue de juin 1120 à sa mort.

## Origine
Jourdain II est le 3e fils du Prince Jourdain Ier de Capoue et de la Princesse Gaitelgrima de Salerne (en), une fille du prince Guaimar IV de Salerne. Il est depuis au moins mai 1109, le seigneur de Nocera, et après juin 1120, Prince de Capoue. La date et le lieu de sa naissance sont inconnues, mais l’événement doit intervenir postérieurement à 1080. Il épouse, avant 1113, Gaitelgrima, fille de Sergius, Prince de Sorrente, une union qui lui permet d'étendre son influence sur la côte d'Amalfi à partir de son château de Nocera.

## Prince de Capoue
Jourdain n’était pas destiné à hériter de la  Principauté de Capoue. Son frère aîné, Richard II, meurt sans enfant et est remplacé par Robert Ier, qui meurt le 3 juin 1120. Il  a comme successeur un enfant, Richard III, qu'il avait désigné comme co-régent, mais qui ne lui survit qu'une semaine avant de mourir dans des circonstances inexpliquées le 10 juin. Cette mort ouvre la voix à l'accession au trône de Jourdain le même mois, certain historien modernes suggèrent qu'il n'était pas étranger à la disparition prématurée de son neveu. Il est reconnu comme prince le 4 juillet. On connaît peu de chose de son règne sinon qu'il continue à  patronner les principales institutions monastiques de la principauté. Plus tard dans la même année il rend l'hommage au pape Calixte II.
En novembre 1120 Jourdain confirme les biens et les droits de San Angelo en Formis. En 1121 il fait don de la  chapelle de San Fede dans le palais de la cité d'Aversa avec ses domaines à la cathédrale San Paolo. La même année il attribue des revenus considérables au diocèse de Pouzzoles et aux monastères de San Lorenzo de Capoue et San Lorenzo d'Aversa. Sa  munificence envers les églises n'était peut-être pas totalement désintéressés et liée à sa piété. Sa donation du château stratégique de Pico au Monte Cassino en février 1125 doit cacher ses efforts pour étendre son autorité dans les parties éloignées de la principauté, ou sur le monastère lui-même, qui est contraint d'accepter un compromis pour recevoir la  forteresse.
Néanmoins, le pouvoir des princes de Capoue est sur le déclin. Les pactes que  Jourdain  conclut à Monte Cassino en juin 1123 ressemblent aux pactes contemporains d'hommes de moindre importance avec le même monastère, ce qui indique peut-être que le prince a perdu de son importance dans la politique de l'époque. Sa générosité ne sera néanmoins pas oubliée: Jourdain II est le seul prince de Capoue après Jourdain Ier dont la mort le 19 décembre 1127 est relevée dans un lieu non spécifié par le nécrologue de Montecassino. Il laisse comme successeur son fils aîné, Robert II, le dernier Prince de Capoue.

### Sources primaires
- Pierre le Diacre, Chronica monasterii Casinensis.
- Falcon de Bénévent, Chronicon Beneventanum.
- Romuald de Salerne, Chronicon, sive Annales.

### Sources secondaires
- Ferdinand Chalandon, Histoire de la domination normande en Italie et en Sicile, Paris, A. Picard et fils, coll. « 2 vols. », 1907, p. 297,320 et svt, 390.
- (it) Cuozzo, E. Normanni: Feudi e feudatari (Salerno: 1966), p. 484–91.
- (it) Cuozzo, E. "L'unificazione normanna e il Regno normanno-svevo", Storia del Mezzogiorno, II, ii, (Napoli: 1989), p. 613.
- (it) Di Resta, I. "Il Principato di Capua", Storia del Mezzogiorno, II, ii, (Napoli: 1989), p. 181.
- (en) Loud, G. A. "Five unpublished charters of the Norman princes of Capua", Benedictina, XXVII (1980), p. 164, 170, 175.
- (en) Loud, G. A. "Nunneries, nobles and women in the Norman Principality of Capua", Annali Canossiani, I (1981), pp. 48ff.
- (en) Loud, G. A. "A calendar of the diplomas of the Norman princes of Capua", Papers of the British School at Rome, XLIV (1981), p. 104, 109ff., 114, 138–41.
- (en) Loud, G. A. Church and society in the Norman Principality of Capua, 1058–1197 (Oxford: 1985), p. 95–97, 118, 121, 128, 134, 136, 147, 223.
- (en) Loud, G. A. "Continuity and change in Norman Italy: the Campania during the eleventh and the twelfth centuries", Journal of Medieval History, XXII (1996), p. 326, 336.
- (en) Loud, G. A. "The abbey of Cava, its property and benefactors in the Norman era", Anglo-Norman Studies IX: Proceedings of the Battle Conference, 1986, R. A. Brown, ed. (Woodbridge: 1987), p. 161, 165.